# Бірманський фронт
Бірма́нський фро́нт (яп. 【緬甸方面軍】) — вище оперативно-стратегічне об'єднання збройних сил Японської імперії, фронт Імперської армії Японії. Брав участь у війні на Тихому океані (1941–1945) на території Бірми та Східної Індії.

## Дані
- Сформований: 27 березня 1943 року для проведення бірманської операції та допомоги Бірманській державі.
- Кодова назва: Морі (【森】, «ліс»)[1].
- Підпорядкування: Південна армія.
- Район бойових дій: Індокитай, Бірма, Східна Індія, бірмансько-індійський кордон.
- Штаб: Рангун, Бірманська держава.
- Місце останньої дислокації штабу: Моулмейн, Бірманська держава[1].
- Припинив існування: 15 серпня 1945 року після капітуляції Японії у Другій світовій війні.

## Бойові дії
- Війна на Тихому океані (1941–1945) як складова Другої світової війни.
Оборона Бірманської держави від наступу США, Великої Британії та їхніх союзників в ході Бірманської кампанії; допомога Тимчасовому уряду Індії.

## Командування
Командири фронту:
1. генерал-лейтенант Кавабе Масакадзу (18 березня 1943 — 30 серпня 1944)[2];
2. генерал-лейтенант Гейтаро Кімура (30 серпня 1944 — 12 вересня 1945)[2].

Голови штабу фронту:
1. генерал-майор Нака Ейтаро (18 березня 1943 — 22 вересня 1944)[2];
2. генерал-лейтенант Танака Шін'їчі (22 вересня 1944 — 23 травня 1945)[2];
3. генерал-лейтенант Шідей Цунамаса (23 травня 1945 — 29 липня 1945)[2].

Віце-голови штабу фронту:
1. генерал-майор Ісомура Такесуке (18 березня 1943 — 22 березня 1944)[2];
2. генерал-майор Ічіда Джіро (22 березня 1944 — 15 серпня 1943)[2].

## Склад
1945 рік
- 28-ма армія (Японія);
  - 54-та дивізія (Японія)
- 33-тя армія (Японія);
  - 18-та дивізія (Японія)
- 31-ша дивізія (Японія);
- 33-тя дивізія (Японія);
- 49-та дивізія (Японія);
- 53-тя дивізія (Японія);
- 24-а самостійна змішана бригада;
- 72-а самостійна змішана бригада;
- 105-а самостійна змішана бригада.